# Pawel Pawlowitsch Rjabuschinski

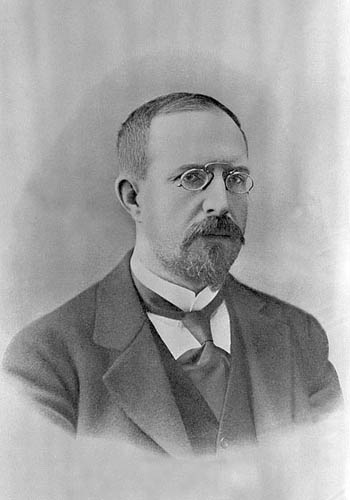
Pawel Pawlowitsch Rjabuschinski

Pawel Pawlowitsch Rjabuschinski (russisch Павел Павлович Рябушинский; * 17. Junijul. / 29. Juni 1871greg. in Moskau; † 19. Juli 1924 in Cambo-les-Bains) war ein russischer Unternehmer, Bankier und Politiker.

## Leben
Rjabuschinski war der erste Sohn des altgläubigen Unternehmers Pawel Michailowitsch Rjabuschinski. Seine Mutter Alexandra Stepanowna war die Tochter des reichen Getreidehändlers Stepan Tarassowitsch Owssjannikow, der 1874 wegen Brandstiftung bei einem Konkurrenten zu Freiheitsverlust verurteilt wurde. Rjabuschinski schloss seine Ausbildung an der Moskauer Akademie für Angewandte Handelswissenschaften 1890 mit einer Goldmedaille ab. 1892 kaufte er in Moskau von Sergei Michailowitsch Tretjakow dessen Villa (Gogolewski Bulwar 6), die Alexander Stepanowitsch Kaminski 1871 gebaut hatte und in der Rjabuschinski bis 1917 lebte. 1893 heiratete er A. I. Butikowa, Tochter des Tuchfabrikanten I. I. Butikow und bekam 1896 den Sohn Pawel. Ende der 1890er Jahre begann er eine Beziehung mit der geschiedenen J. G. Masurina, die drei Kinder hatte. 1901 ließ er sich scheiden und schloss die Ehe mit J. G. Masurina, die vom geistlichen Konsistorium zunächst annulliert und erst 1904 nach Mühen anerkannt wurde. In dieser zweiten Ehe bekam er die Tochter Anna und den Sohn Sergei, der als Kind starb.

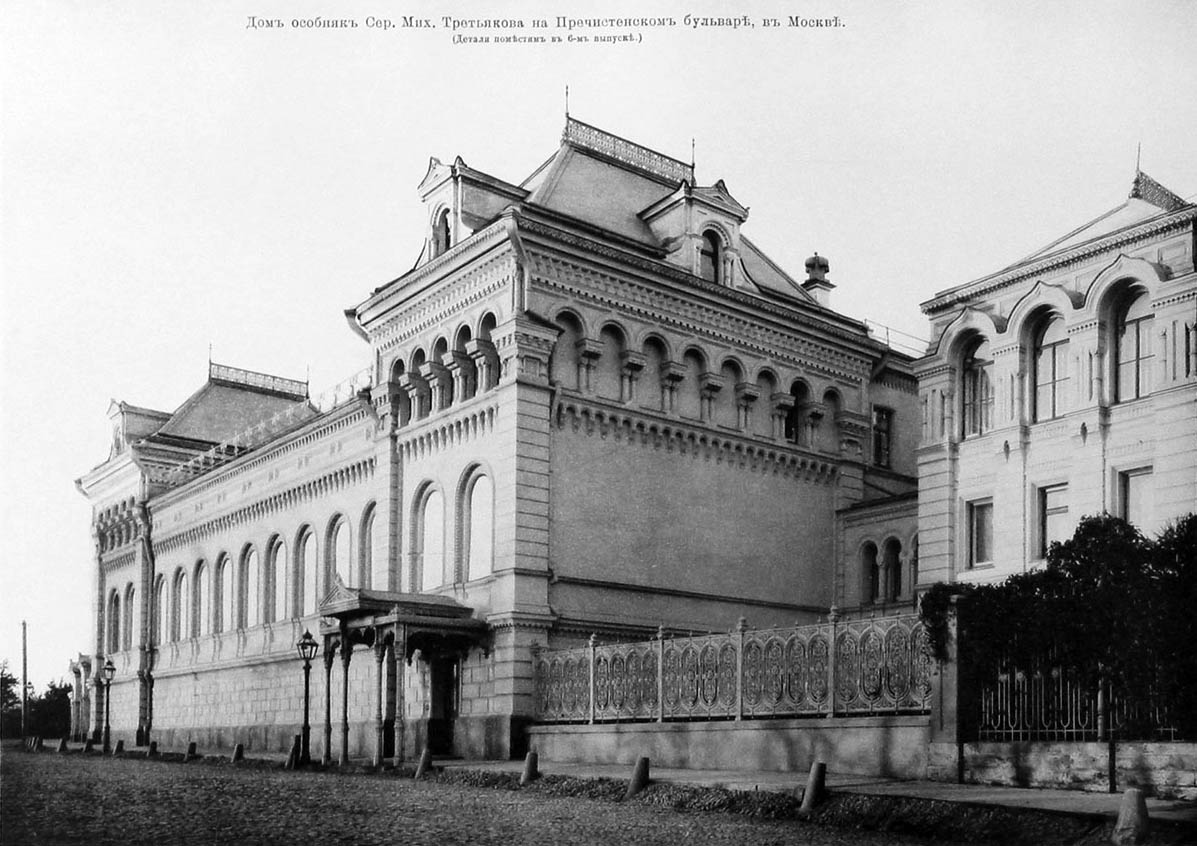
Rjabuschinki-Villa (Gogolewski Bulwar 6, Moskau)

Als 1899 Rjabuschinskis Vater starb, wurde dessen Besitz zu gleichen Teilen auf die acht Söhne verteilt. Jedoch betrieben die acht Söhne weiter gemeinsam das Familienunternehmen, wobei Rjabuschinski als Ältester die Familie vertrat. Ihr bedeutendstes Textilunternehmen mit etwa 3000 Arbeitern befand sich im Ujesd Wyschni Wolotschok im Gouvernement Twer. Die Fabrik hatte 77.000 Webspindeln und produzierte Baumwolltuche für 3,7 Millionen Rubel pro Jahr. 1900 wurde ein Teil der Gebäude durch Brand zerstört, aber die Produktion konnte bald wieder aufgenommen werden. Während der Russischen Revolution 1905 vereinigten sich die Arbeiter der Fabrik zu revolutionären Aktionen. Bei einem Streik der Arbeiter im November 1905 wurde der Fabrikdirektor S. I. Ganeschin getötet, worauf die Produktion eingestellt wurde. 1906 wurde nach großen Zugeständnissen an die Arbeiter die Produktion wieder aufgenommen. Insbesondere wurde der Arbeitstag von 11,5 auf 9 Stunden verkürzt. Das Unternehmen expandierte weiter, so dass 1914 4500 Arbeiter Tuche für 8 Millionen Rubel produzierten.
Neben dem Textilgeschäft betrieben die Brüder in zunehmendem Maße Forstwirtschaft, so dass sie bis 1917 etwa 40.000 Desjatinen Wald erwarben. 1906 kauften sie eine Papierfabrik an der Bahnstation Okulowka im Gouvernement Twer. 1911 kauften sie die Zninski-Glashütte an der Bahnstation Firowo.
Rjabuschinski betrieb umfangreiche Finanzgeschäfte und beteiligte sich an fremden Unternehmen. Einen hohen Anteil hatte er an dem Unternehmen und der Charkow-Landbank Oleksij Altschewskyjs. Als Altschewskyj die Insolvenz drohte und Finanzminister Sergei Juljewitsch Witte Hilfskredite verweigerte, erschoss sich Altschewskyj. Danach gelang es Rjabuschinski, von Witte einen Regierungskredit für die Sanierung der Bank zu bekommen. 1902 gründete er das Bankhaus Gebrüder Rjabuschinski.
1913 organisierte Rjabuschinski ein Treffen der Wissenschaftler Wladimir Iwanowitsch Wernadski, Wladimir Afanassjewitsch Obrutschew und Wladimir Dmitrijewitsch Sokolow, das in ihm ein starkes Interesse an der Gewinnung radioaktiver Materialien weckte im Hinblick auf die kommerziellen und wissenschaftlichen Perspektiven. 1914 organisierte und finanzierte er zwei wissenschaftliche Expeditionen nach Transbaikalien und ins Ferghanatal zur Suche nach entsprechenden Lagerstätten. Reiche Lagerstätten wurden jedoch nicht gefunden.
Rjabuschinskis politische Tätigkeit begann während der Russischen Revolution 1905. Auf dem Moskauer Industrie- und Handelskongress im Juli 1905 wurden auch die Pläne der Regierung für eine Staatsduma diskutiert. Während die konservativen Unternehmer unter der Führung von Grigori Alexandrowitsch Krestownikow und Nikolai Alexandrowitsch Naidjonow für eine nur beratende Duma mit sehr begrenzten Befugnissen plädierten, forderten andere und unter ihnen Rjabuschinski ein bevollmächtigtes Parlament. Der Kongress wurde zwar von der Regierung geschlossen, aber die Parlamentsbefürworter setzten ihre Versammlung in Rjabuschinskis Haus fort. Ein Kongressbüro mit Rjabuschinski, Alexander Iwanowitsch Konowalow und Alexei Semjonowitsch Wischnjakow wurde gewählt, das den Allrussischen Industrie- und Handelskongress vorbereiten sollte. Als im Herbst 1905 die Wahl zur ersten Staatsduma ausgeschrieben wurde, bildeten sich diverse unternehmernahe Parteien. Rjabuschinski versuchte zusammen mit Sergei Iwanowitsch Tschetwerikow und W. P. Gornung eine gemäßigt-progressive Partei zu gründen, die aber keine Unterstützung fand. Rjabuschinski schloss sich nun der Industrie- und Handelspartei an, die sich in den Block des Bundes des 17. Oktober einfügte. Rjabuschinski wurde Mitglied des Zentralkomitees des Bundes des 17. Oktober. Allerdings erhielt die Industrie- und Handelspartei in der I. Duma nur ein Sitz.
Im Sommer 1906 gründete sich die liberale Partei der friedlichen Erneuerung, deren Führer Graf Pjotr Alexandrowitsch Geiden, Michail Alexandrowitsch Stachowitsch, Dmitri Nikolajewitsch Schipow, Nikolai Nikolajewitsch Lwow und Fürst Jewgeni Nikolajewitsch Trubezkoi waren. Als im Oktober 1906 vor der Wahl zur II. Duma Rjabuschinski zusammen mit anderen zu dieser neuen oppositionellen Partei aus dem regierungsfreundlichen Bund des 17. Oktober übertrat, wurden seine beiden 1907 gegründeten Zeitungen Utro und Narodnaja Gaseta verboten, und er musste für kurze Zeit Moskau verlassen. Die Partei der friedlichen Erneuerung musste ihre Kandidaten für die Wahl der II. Duma zurückziehen, während bei der Wahl zur III. Duma nur 8 ihrer Kandidaten gewählt wurden.
1916 erkrankte Rjabuschinski an Tuberkulose. Er begrüßte die Februarrevolution 1917 und gründete im März 1917 mit anderen das Moskauer Komitee für gesellschaftliche Organisation. Auf dem 1. Kongress der Allrussischen Industrie- und Handelsunion im März 1917 rief er zur Unterstützung der Provisorischen Regierung auf. Er war gegen den Petrograder Sowjet und unterstützte auch finanziell die Union der Offiziere der Armee und Flotte. Er schätzte die Pläne Lawr Georgijewitsch Kornilows zur Machtergreifung. Nach Kornilows gescheitertem Putschversuch begab sich Rjabuschinski seiner Gesundheit wegen auf die Krim und verzichtete auf weitere politische Tätigkeiten. Mitte September wurde er wegen Verbindung zu Umsturzplänen verhaftet, aber bald auf Befehl Kerenskis wieder freigelassen.
Nach der Oktoberrevolution trat Rjabuschinski 1918 auf Anraten Pawel Nikolajewitsch Miljukows in den im deutsch-besetzten Kiew gegründeten antibolschewistischen Rat der staatlichen Einigung Russlands ein. 1919 emigrierte er nach Frankreich. Im Mai 1920 nahm er als Ehrenvorsitzender am Industrie- und Handelskongress in Paris teil und gab seiner Hoffnung auf eine wirtschaftliche Erneuerung durch die Neue Ökonomische Politik der kommunistischen Regierung und ein Wiedererstarken Russlands Ausdruck.
Rjabuschinski wurde auf dem Pariser Cimetière des Batignolles begraben.